# Joseph J. Gravely
Joseph Jackson Gravely (* 25. September 1828 bei Leatherwood, Henry County, Virginia; † 28. April 1872 in Stockton, Missouri) war ein US-amerikanischer Politiker. Zwischen 1867 und 1869 vertrat er den Bundesstaat Missouri im US-Repräsentantenhaus.

## Werdegang
Joseph Gravely besuchte die öffentlichen Schulen seiner Heimat. Anschließend arbeitete er in der Landwirtschaft und als Lehrer. Nach einem anschließenden Jurastudium und seiner Zulassung als Rechtsanwalt begann er in diesem Beruf zu arbeiten. Gleichzeitig schlug er eine politische Laufbahn ein. Zwischen 1853 und 1854 saß er im Abgeordnetenhaus von Virginia. Im Jahr 1854 zog er nach Missouri. Im Jahr 1860 war Gravely dort Delegierter auf einer Versammlung zur Überarbeitung der Staatsverfassung. Während des Bürgerkrieges war er Oberst im Heer der Union. Außerdem gehörte er in den Jahren 1862 und 1864 dem Senat von Missouri an.
Politisch schloss er sich der Republikanischen Partei an. Bei den Kongresswahlen des Jahres 1866 wurde er im vierten Wahlbezirk von Missouri in das US-Repräsentantenhaus in Washington, D.C. gewählt, wo er am 4. März 1867 die Nachfolge von John R. Kelso antrat. Bis zum 3. März 1869 konnte er eine Legislaturperiode im Kongress absolvieren. Diese war von den Streitereien zwischen seiner Partei und Präsident Andrew Johnson geprägt. Im Jahr 1868 wurde der 14. Verfassungszusatz ratifiziert.
Zwischen 1871 und 1872 war Joseph Gravely als Vizegouverneur Stellvertreter von Gouverneur B. Gratz Brown. Er starb am 28. April 1872 in Stockton.